# Azul Azul
Azul Azul waren eine vierköpfige bolivianische Pop- und Rockband. Sie wurde 1990 in Santa Cruz de la Sierra durch den Sänger und Komponisten Fabio Zambrana gegründet. Mit ihren Songs gehören sie seit Mitte der 1990er zu den international erfolgreichsten Künstlern spanischer Sprache.
Im deutschen Sprachraum wurde die Band im Sommer 2001 mit dem Titel La bomba bekannt, der zuvor Platz eins der Billboard-Charts für Hot-Latin-Tracks erreicht hatte. Der Titel gilt mit über 16 Millionen verkaufter Platten und zahlreicher Coverversionen von King África oder den Braga Boys als eines der erfolgreichsten Lieder Boliviens.
Im Mai 2011 gab die Band ihre Auflösung bekannt. Zambrana, Bandgründer, Komponist und Rechteinhaber der meisten Titel ist weiterhin im Musikgeschäft tätig und brachte 2017 eine neue Version des Hits La bomba raus. Im Januar 2021 veröffentlichte der Musiker zwei Bücher über die Musikindustrie.

## Diskografie

### Alben
- 1995: El Corte de la Banana
- 1998: El Sapo (US: ×4Vierfachplatin (Latin) )
- 2003: Apretaito
- 2006: Música Boliviana

### Singles
- 2000: La bomba (US: Platin (Latin))
- 2000: La bomba / Dominao
- 2000: La puntita / Mentirosa
- 2003: Apretaito

## Auszeichnungen für Musikverkäufe
| Platin-Schallplatte - Mexiko - 2000: für das Album El Sapo |

| Land/RegionAuszeichnungen für Musikverkäufe (Land/Region, Auszeichnungen, Verkäufe, Quellen) | Gold | Platin     | Verkäufe | Quellen         |
| -------------------------------------------------------------------------------------------- | ---- | ---------- | -------- | --------------- |
| Mexiko (AMPROFON)                                                                            | —    | Platin1    | 150.000  | amprofon.com.mx |
| Vereinigte Staaten (RIAA)                                                                    | —    | 5× Platin5 | 240.000  | riaa.com        |
| Insgesamt                                                                                    | —    | 6× Platin6 |          |                 |